# MacCuill
MacCuill, właśc. Eathur MacCuill – mityczny król Irlandii z braćmi MacCechtem i MacGreinem w latach 1046-1016 p.n.e. Syn Cermada z ludu Tuatha Dé Danann, syna Eochaida Praojca, zwanego Dagdą, mitycznego króla Irlandii.
Imię MacCuill pochodziło od jego boga Colla (leszczyna) i oznacza „syn Colla”. Wraz z braćmi zabił Luga Długorękiego, mszcząc się w ten sposób za śmierć ojca. Trzej bracia zostali potem wspólnie królami Irlandii, dzieląc się między sobą krajem. Wspólnie poślubili córki Fiachy mac Delbaith, poprzednika na tronie irlandzkim. Jego żoną była Banba. Według różnych źródeł ich panowanie trwało 29 lub 30 lat. Byli oni ostatnimi królami z ludu Tuatha Dé Danann przed nadejściem Milezjan.
W czasie trzydziestego roku panowania MacCuilla i jego braci flota synów Mileda (Mila) przybiła na południowym zachodzie Irlandii. Przypłynęli z południa, z Hiszpanii, celem dokonania inwazji wyspy. Z tego powodu doszło do bitwy pod Sliabh Mis z nimi w trzecim dniu po zejściu najeźdźców na ląd. Pierwsze starcie nie doprowadziło do rozstrzygnięcia. W tej bitwie poległa Scota, córka Faraona, żona Mila; pochowano ją pomiędzy Sliabh Mis a morzem. Zginęła także Fas, żona Una, syna Uige, od której nazwano to miejsce, Gleann Faisi. Po tych wydarzeniach synowie Mila musieli się wycofać. Ponownie wylądowali u ujścia Boyne i na równinie Brega. Tam wydali trzem królom iryjskim kolejną bitwę pod Tailtinn, która trwała ona przez długi czas. Kiedy MacCecht został pokonany i zabity przez Eremona, MacCuill przez Emera Finna, a MacGreine przez Amergina, Dananianie stracili ducha walki. Ich żony i królowe także zostały zabite; Ériu z ręki Suirghe, Fódla z ręki Edana, a Banba z ręki Caichera. Bitwa ta trwała dotąd, aż wszyscy członkowie ludu Tuatha Dé Danann zostali wybici, gdziekolwiek byli dogonieni. Ze strony Milezjan zginęli dwaj sławni wodzowie, mianowicie Fuad pod Sliabh Fuaid i Cuailgne pod Sliabh Cuailgne.